# Catherine O'Hara
Catherine Anne O'Hara (Toronto, 4 de março de 1954) é uma atriz, comediante e escritora canadense-americana. Ela recebeu vários prêmios, incluindo um Genie, um Globo de Ouro, dois Screen Actors Guild, dois Primetime Emmy e seis Canadian Screen. Foi nomeada oficialmente na Ordem do Canadá em 2018 e homenageada com o Prêmio de Realização Artística pelo Vida do Governador Geral em 2020.

## Carreira
O'Hara chamou a atenção pela primeira vez como atriz em 1974, como membro da trupe de comédia improvisada de The Second City, em Toronto. Conseguiu seu primeiro papel significativo na televisão, estrelando ao lado de John Candy e Dan Aykroyd no elenco principal da série Coming Up Rosie (1975–78). No ano seguinte, O'Hara e Candy começaram a trabalhar na série de comédia Second City Television (1976–84), onde foi aclamada pela crítica por seu trabalho como atriz e escritora de comédia, ganhando o prêmio Primetime Emmy de "Melhor Roteiro para Séries Variadas" em 1981.
O'Hara apareceu em vários filmes dirigidos por Tim Burton, começando com o papel de Delia Deetz na comédia, Beetlejuice (1988). Outros papéis interpretados em filmes de Burton incluem as vozes de Sally e Shock em The Nightmare Before Christmas (1993); Susan Frankenstein e Garota Esquisita em Frankenweenie (2012). Também colaborou frequentemente com o diretor e escritor Christopher Guest, aparecendo nos filmes mocumentários como Waiting for Guffman (1996), Best in Show (2000), A Mighty Wind (2003) e For Your Consideration (2006) — sua atuação no último, rendeu-lhe o prêmio de "Melhor Atriz Coadjuvante" pela National Board of Review e, uma indicação ao Independent Spirit. Em 2000, ela ganhou o prêmio Genie de "Melhor Performance de Atriz em Papel Principal" pelo filme de drama policial The Life Before This (1999). Conhecida pelo público por seu papel como Kate McCallister, a mãe de Kevin, na comédia Home Alone (1990) e sua sequência Home Alone 2: Lost in New York (1992).
Em 2010, foi indicada para o Primetime Emmy de "Melhor Atriz Coadjuvante em Série Limitada ou Filme" e o Satellite Award de "Melhor Atriz Coadjuvante, Série, Minissérie ou Filme" para Televisão por sua interpretação de Tia Ann em Temple Grandin (2010), contracenando com Claire Danes. Por seu trabalho na série de televisão Schitt's Creek (2015–20), levou cinco prêmios canadenses consecutivos de "Melhor Atriz Principal em Série de Comédia" e duas indicações para "Melhor Atriz Principal em Série de Comédia", vencendo uma em 2020.
Suas outras aparições notáveis na televisão incluem os papéis recorrentes da Georgina Orwell na série A Series of Unfortunate Events (2017–19) e Carol Ward em Six Feet Under (2001–05), e as vozes de Jackie Martin em Glenn Martin, DDS (2009–11), Miss Malone em The Completely Mental Misadventures of Ed Grimley (1988), Kaossandra em Skylanders Academy (2016–18) e Liz Larsen em Committed (2001). Apresentou o Saturday Night Live duas vezes e fez várias aparições em sitcoms, programas de variedades e programas noturnos de televisão. 

## Vida pessoal
Numa entrevista a TV, Catherine afirmou ter nascido com Situs Inversus.